# Madona Bouglione
 (mars 2019).
 (mars 2019).
Pour les articles homonymes, voir Bouglione.
Madona Bouglione (née le 18 décembre 1945 à Nogent-sur-Marne) est une directrice artistique de cirque français. Elle a eu une grande influence sur le développement du cirque en France sur les traces de son père Alfred Bouglione qui a su imposer le nom Bouglione. Alfred Bouglione dit Alexandre 1er (1900-1954) était l’aîné des quatre frères fondateurs. Il dirige le cirque d'hiver jusqu'en 1954.

## Biographie
En 1969, Madona Bouglione rencontre l'artiste Salvador Dalí et l'assiste pour la création de ses happenings et lors d'émissions de télévision.
En 1970, Madona Bouglione monte son premier spectacle Open circus à la Cartoucherie de Vincennes sous un chapiteau de cinq mille places où elle réunit le cirque avec Livio Togni (it), les « Diables blancs », la musique avec pop, Pink Floyd, Deep Purple, James Brown, Gong, Magma et le théâtre avec Fernando Arrabal et le Living Theatre. Salvador Dalí y donnera des dîners improvisés. L'année suivante, Madona Bouglione crée des spectacles nautiques avec comme vedette un éléphant sur ski nautique. En 1978, elle est conseillère technique pour les films de James Bond Moonraker et Le Dernier Amant romantique de Just Jaeckin. Elle écrit l'ouvrage Ce soir deux cirques dans votre ville.
En 1980, « Madona Bouglione a vu » est une chronique parue dans Libération sur le monde du cirque. En 1986, elle prend la direction du cinéma Le Ranelagh (16e arrondissement de Paris), qui devient le théâtre Le Ranelagh. Sa programmation hors des sentiers battus a permis de découvrir toute une nouvelle génération de clowns : Buffo, Licedei avec Slava Palounine, Sol, Bob Berky, Gardi Hutter, Bolek Polívka, Philippe Avron et les Macloma. Cette programmation a fait l'objet d'une vidéo appelée « L'Année de tous les clowns » et éditée en 1991 chez Warner Home Video.
Spectacles principaux présentés sous sa direction et récompensés par des Molières :
- Howard Butten Buffo ;
- Philippe Avron ;
- Les Enfants du silence ;
- Cyrano de Bergerac ;
- Le Sabotage amoureux d'Amélie Nothomb ;
- L'étrange Mister Knight ;
- Les Marionnettes de Salzbourg ;
- Les feluettes ;
- Le neveu de Rameau.

En 1992, elle intègre la Commission nationale Cirque du ministère de la Culture et le comité d'experts du prix national des arts du cirque. Madona Bouglione est conseillère artistique clowns au festival Juste pour rire de Montréal en 1995. L'année suivante, elle crée le spectacle « Sur la route de Sienne » qui est présenté durant plusieurs années à l'international. En 1999, elle met en scène La Vie imprévisible de Lola Montès.
En mars 2000, elle adapte et met en scène Bonjour, Bel Ami ! d'après Guy de Maupassant et Les Amours de Bastien Bastienne, opéra de Mozart, en 2004. Après ces vingt ans de programmation au théâtre Le Ranelagh, elle se consacre à sa passion du cirque et prend la direction artistique du Cirque O Présent. Il s'agit de rencontres internationales de compagnies de cirque dans toutes ses formes et tous ses états. Elle y organise des résidences pour que les artistes. Accompagner les équipes de cirque dans le chapiteau Rond carré afin qu'ils puissent créer et présenter sous des formes frontales ou circulaires. Elle donne les meilleures conditions artistiques et techniques pour permettre la rencontre des équipes avec le public et les professionnels. Historienne du cirque et des arts de la rue, elle donne une conférence intitulée : Nous les bâtisseurs de l'éphémère.
En 2010, c'est au théâtre de l'Olivier qu'est créé son nouveau spectacle Pentimento, une version cirque contemporain du Lac des cygnes, sur la musique de Tchaïkovski qui incorpore les nouvelles technologies numériques. Elle installe trois chapiteaux blancs sur l'île Seguin et invite le Cirque du Soleil avec le spectacle Corteo, Kooza et le Cirque Plume avec le spectacle « L'atelier du peintre ». Sous ses chapiteaux, elle présente un spectacle pour la fondation Pernod Ricard lors de la soirée annuelle du monde de l'art contemporain « Le Bal jaune » au moment de la FIAC. La chanteuse Björk y produit un concert devant le public parisien. Une émission de télévision, The Best, y est tournée. En 2015, la Française des jeux présente sur son tour des plages de France avec le spectacle « Chance » de Madona Bouglione et mis en scène devant quatorze mille spectateurs chaque soir.
En 2018, le spectacle « The Golden Edge » est proposé au public de Koweit City sous chapiteau. C'est sous le nom « cirque Madona Bouglione » que le Koweït découvre ce spectacle avec des artistes venus de tous les coins du monde.

Soirée du monde de l'art contemporain « Le Bal jaune » à la FIAC.
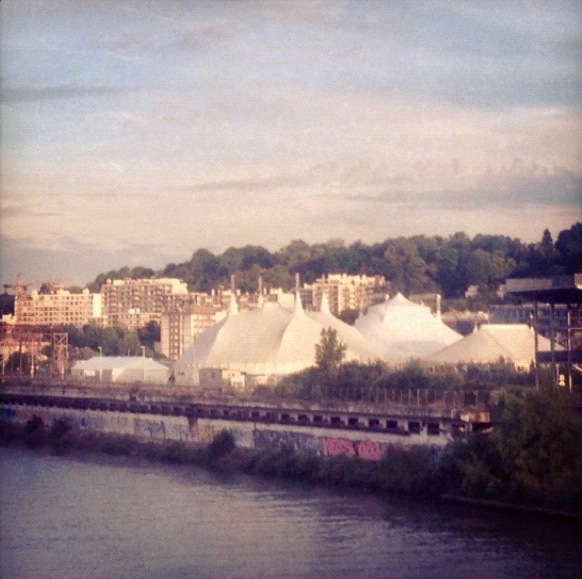
Cirque en chantier sur l'île Seguin.
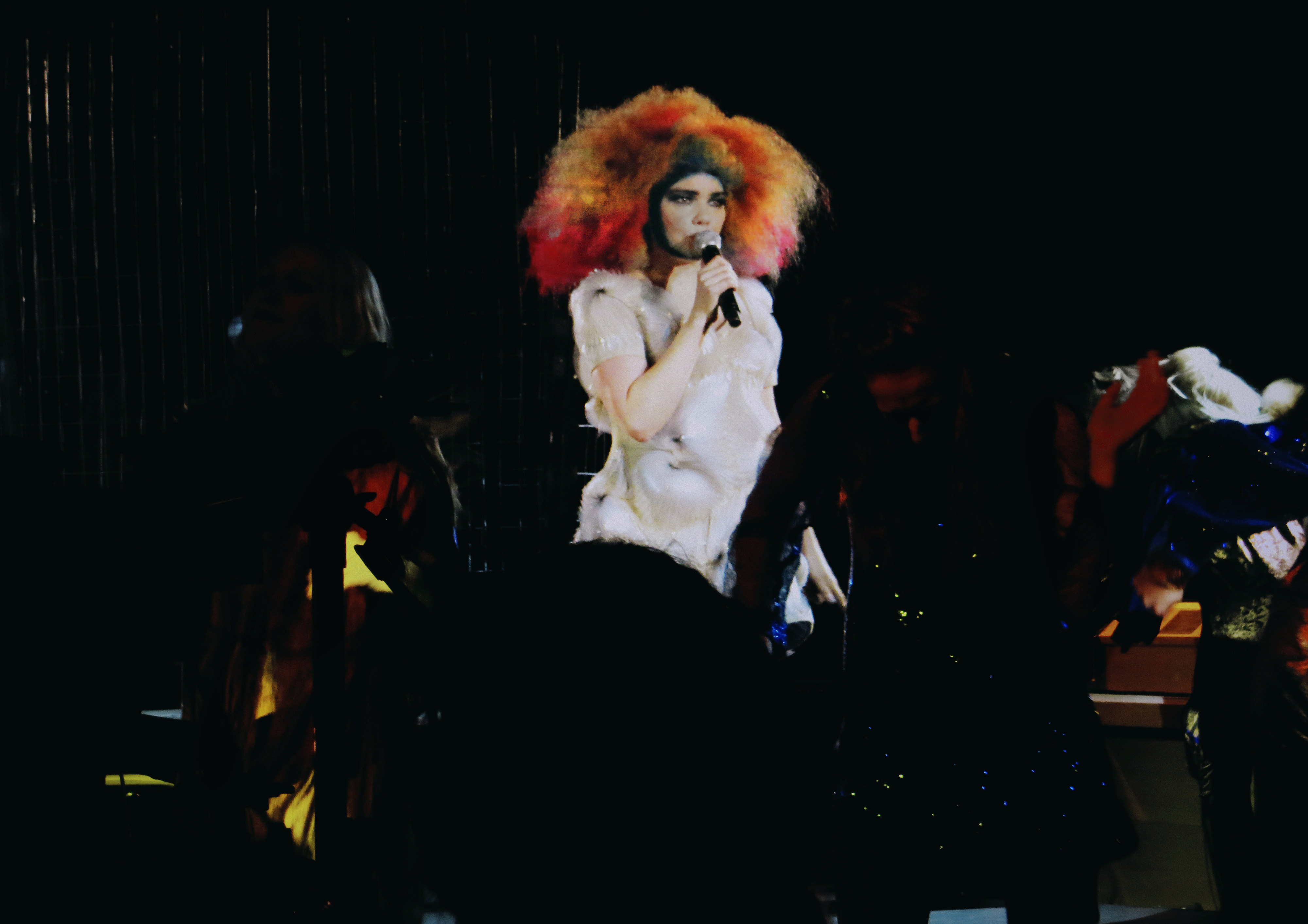
Bjork en concert au cirque en chantier.
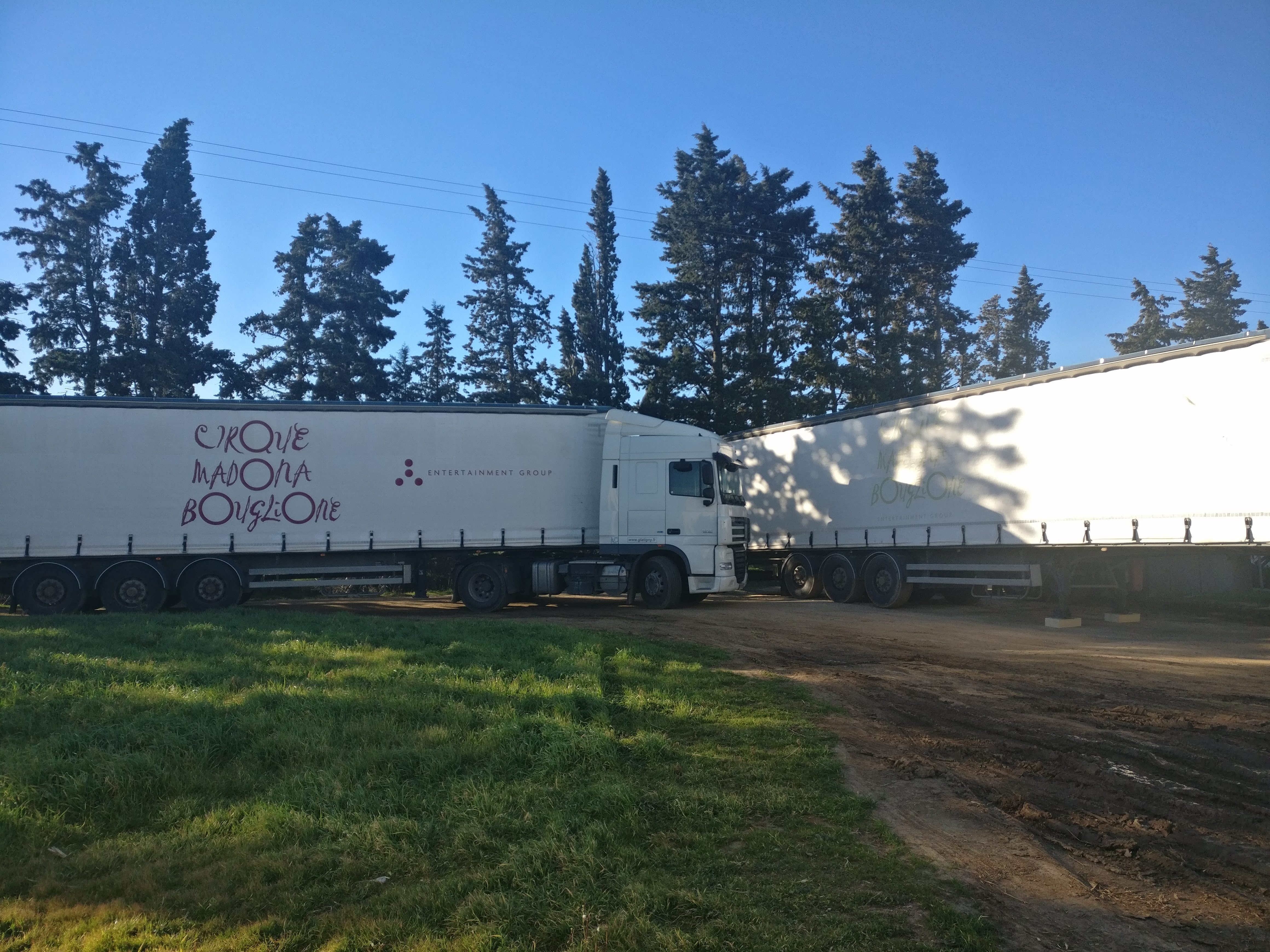
Camions du cirque Madona Bouglione, 2019.

## Membre de jury internationaux
- Feux de la rampe ;
- Mondial du cirque de demain[17] ;
- La Piste aux espoirs, Tournai, 2010 ;
- Prix national, Ministère de la culture ;
- Jeunes talents cirque.

## Principales créations et mises en scène
- Ce soir deux cirques dans votre ville, roman, Stock[18] ;
- Les Amours de Bastien(ne) de Wolfgang Amadeus Mozart (1756-1791)[19], interprétés par : Annelies Herman (Soprano), François Echassoux (Basse), en alternance Valéra Drougovfkoï, Marie Albisson (Piano), en alternance Gérard Falbour, Mathieu Sempere (Ténor) ;
- Sur la route de Sienne[20] ;
- La Vie imprévisible de Lola Montès ;
- Bonjour, Bel Ami ! ;
- Passeport pour le bac ;
- L'Année de tous les clowns[21] ;
- Cirque O Présent[22] ;
- Cirque en chantier[23] ;
- Chance[24] ;
- Pentimento[25] ;
- Cirque Madona Bouglione[26].

## Roman
- Ce soir deux cirques dans votre ville, éditeur Stock, Paris, 1980, Monographie imprimée, français, collection Eugène-Clarence Braun-Munk[27].